# Zapote de Madriles
Zapote de Madriles är en ort i Mexiko.   Den ligger i kommunen Choix och delstaten Sinaloa, i den nordvästra delen av landet, 1 200 km nordväst om huvudstaden Mexico City. Zapote de Madriles ligger 1 037 meter över havet och antalet invånare är 111.
Terrängen runt Zapote de Madriles är huvudsakligen kuperad, men åt nordost är den bergig. Runt Zapote de Madriles är det mycket glesbefolkat, med 7 invånare per kvadratkilometer. Närmaste större samhälle är Choix, 19,0 km väster om Zapote de Madriles. I omgivningarna runt Zapote de Madriles växer huvudsakligen savannskog.